# Гоупвелл Тауншип (округ Йорк, Пенсільванія)
Гоупвелл Тауншип (англ. Hopewell Township) — селище (англ. township) в США, в окрузі Йорк штату Пенсільванія. Населення — 5271 особа (2020).

## Демографія
Згідно з переписом 2010 року, у селищі мешкало 5435 осіб у 1975 домогосподарствах у складі 1568 родин. Було 2039 помешкань
Расовий склад населення:
| - 96,0 % — білих - 1,7 % — чорних або афроамериканців - 0,6 % — азіатів - 0,1 % — вихідців з тихоокеанських островів - 0,1 % — корінних американців |

До двох чи більше рас належало 1,1 %. Частка іспаномовних становила 0,9 % від усіх жителів.
За віковим діапазоном населення розподілялося таким чином: 23,8 % — особи молодші 18 років, 63,8 % — особи у віці 18—64 років, 12,4 % — особи у віці 65 років та старші. Медіана віку мешканця становила 43,4 року. На 100 осіб жіночої статі у селищі припадало 101,5 чоловіків;  на 100 жінок у віці від 18 років та старших — 98,4 чоловіків також старших 18 років.
Середній дохід на одне домашнє господарство  становив 98 510 доларів США (медіана — 83 939), а середній дохід на одну сім'ю — 104 428 доларів (медіана — 88 000). Медіана доходів становила 75 472 долари для чоловіків та 40 652 долари для жінок. За межею бідності перебувало 2,4 % осіб, у тому числі 4,3 % дітей у віці до 18 років та 2,3 % осіб у віці 65 років та старших.
Цивільне працевлаштоване населення становило 2674 особи. Основні галузі зайнятості: освіта, охорона здоров'я та соціальна допомога — 18,4 %, виробництво — 16,8 %, будівництво — 13,4 %.